# -ur
Die Endsilbe -ur (meist mit Wörtern aus romanischen Sprachen ins Deutsche entlehnt, beispielsweise aus der französischen Endung -ure, ursprünglich aus lateinisch -ura) dient der Wortbildung grammatisch weiblicher Hauptwörter zu anderen Hauptwörtern oder zu Verben:
- zu anderen Hauptwörtern im Sinne
  - eines (abstrakteren) Konzeptes: von Quadratur zu Quadrat,
  - einer Institution oder Einrichtung: von Agentur zu Agent;
- zu Verben im Sinne eines „Resultats“: von Rasur zu rasieren.

Die Endung kann auch in der „französischeren“ Lautform -üre auftreten: Bordüre, Maniküre.